# Houaria Kaddour
Pour les articles homonymes, voir Kaddour.
Houaria Kaddour, née le 8 août 2000 à Sidi Bel Abbès, est une judokate algérienne.

## Carrière
Houaria Kaddour évolue dans la catégorie des moins de 48 kg. 
Aux Jeux panarabes de 2023, Houaria Kaddour  est médaillée d'argent dans sa catégorie. Judokate du MC Alger, elle est sacrée championne d'Algérie en décembre 2023.
Elle est médaillée d'argent aux Championnats d'Afrique de judo 2024 au Caire ainsi qu'aux Championnats d'Afrique de judo 2025 à Abidjan, s'inclinant à chaque fois en finale face à la Tunisienne Oumaima Bedioui,.